# Charles Lenepveu
Charles Ferdinand Lenepveu (ur. 4 października 1840 w Rouen, zm. 16 sierpnia 1910 w Paryżu) – francuski kompozytor.

## Życiorys
Początkowo zgodnie z wolą ojca studiował prawo w Paryżu, od 1860 roku uczył się jednak także prywatnie muzyki u Augustina Savarda. W 1862 roku zdobył nagrodę w Caen za kantatę napisaną dla uczczenia 100-lecia Société d’agriculture et de commerce. W 1863 roku podjął studia u Ambroise’a Thomasa w Konserwatorium Paryskim, w 1865 roku zdobył Prix de Rome za kantatę Renaud dans les jardins d’Armide. W 1871 roku wystawił w Bordeaux swoje Requiem w ramach koncertu na rzecz wdów i sierot po poległych w wojnie francusko-pruskiej. Od 1880 roku wykładał harmonię, a od 1894 roku kompozycję w Konserwatorium Paryskim. Od 1896 roku był członkiem Académie des Beaux-Arts. Pod koniec życia zaprzestał komponowania.
Odznaczony został Legią Honorową (1887).

## Ważniejsze kompozycje
(na podstawie materiałów źródłowych)

### Utwory orkiestrowe
- Marche prétorienne (1897)

### Utwory fortepianowe
- Barcarolle (1869)
- Berceuse (1869)
- Caprice (1870)
- Ballade (1870)

### Utwory wokalno-instrumentalne
- kantata Renaud dans les jardins d’Armide (1865)
- Requiem (1871)
- Nocturne na głos solowy i orkiestrę (1881)
- Méditations sur des vers de Corneille tirés de sa traduction de l’Imitation de Jésus Christ na głosy solowe, chór i orkiestrę (1886)
- sceny lyriczne Iphigénie na głosy solowe, chór i orkiestrę (1887)
- Hymne funèbre et triomphal na chór i orkiestrę (1889)
- Ode triomphale à Jeanne d’Arc na głosy solowe, chór i orkiestrę (1892)
- Requiem (1893)

### Opery
- Le Florentin (wyst. Paryż 1874)
- Vélléda (wyst. Londyn 1882)
- Jeanne d’Arc (wyst. Rouen 1886)